# Bazincourt-sur-Epte
Bazincourt-sur-Epte ist eine französische Gemeinde mit 780 Einwohnern (Stand: 1. Januar 2022) im Département Eure in der Region Normandie. Sie gehört zum Arrondissement Les Andelys und zum Kanton Gisors. Die Einwohner werden Bazincourtois genannt.

## Geographie
Bazincourt-sur-Epte liegt etwa 80 Kilometer ostsüdöstlich von Rouen. Umgeben wird Bazincourt-sur-Epte von den Nachbargemeinden Hébécourt im Norden und Nordwesten, Amécourt im Norden, Sérifontaine im Osten und Nordosten, Éragny-sur-Epte im Osten und Südosten, Gisors im Süden und Südwesten sowie Saint-Denis-le-Ferment im Westen.

## Bevölkerungsentwicklung
| Jahr                       | 1962 | 1968 | 1975 | 1982 | 1990 | 1999 | 2006 | 2018 |
| Einwohner                  | 332  | 310  | 316  | 354  | 496  | 578  | 626  | 768  |
| Quellen: Cassini und INSEE |      |      |      |      |      |      |      |      |

## Sehenswürdigkeiten
- Kirche Saint-Denis aus dem 11. Jahrhundert
- Schloss aus dem 19. Jahrhundert mit Kapelle Sainte-Jovine aus dem Jahre 1841
- zwei Burgen